# Seth (mythologie)
In de Egyptische mythologie was de god Seth de broer van Osiris. Hij vermoordde zijn broer en sneed zijn lijf aan stukken, die hij over alle nomen (gewesten) van Egypte verspreidde. Isis zocht de lichaamsdelen weer bij elkaar maar vond het geslachtsdeel van Osiris niet; dit was opgeslokt door een vis. Zij maakte het geslachtsdeel na uit klei en door haar bedrevenheid en met de magie van Thoth slaagde zij erin om zwanger te worden. Hieruit kwam haar zoon Horus voort. Deze streed met Seth en versloeg hem. Seth behoort net als zijn vrouw Nephthys tot de Enneade van Heliopolis
Seth werd gezien als de god van de woestijn, chaos, onvruchtbaarheid, van stof en kale grond en als een vijand van de mens. Hij wordt afgebeeld als een mens met een dierenkop. Welk dier daarvoor model gestaan heeft is niet bekend, hoewel er wel geopperd is dat het een springspitsmuis of een aardvarken zou kunnen zijn. Varkens en ezels waren aan hem gewijd en speelden ook een rol in zijn eredienst. De afkeer van varkens bij latere godsdiensten zou daar weleens iets mee te maken kunnen hebben.
Seth wordt in sommige mythen echter ook beschouwd als de god die Ra elke nacht beschermt tegen de slangendemon Apophis als hij met zijn zonnebark door de onderwereld reist. Deze reis was de verklaring die de Oude Egyptenaren gaven voor het ondergaan en weer opkomen van de zon.
Het is mogelijk dat in de predynastische tijd er strijd geweest is tussen de aanhangers van Seth en van Horus en dat de laatsten de eersten onderworpen hebben. De mythe van de Strijd tussen Horus en Seth zou hiernaar kunnen verwijzen. In de tweede dynastie is er een koning (Peribsen) die -in tegenstelling tot alle andere koningen- zijn naam schreef met een Seth-dier erboven, in plaats van een Horus-valk. Zijn opvolger heette Chasechemoey (de beide machten zijn tevreden). Hij schreef zijn naam met beide dieren erboven. Mogelijk weerspiegelt dit een oplaaien van de tegenstelling tussen aanhangers van Seth en Horus, die door Chasechemoey bijgelegd werd.
Seth werd onder andere veel vereerd in de noordoostelijke Nijldelta, een gebied waar veel contact met de buurvolken was. In de tijd van de Hyksos steunden deze Aziatische heersers de Seth-cultus en mede om die reden werd in de tijd van Saïtische Renaissance zijn cultus min of meer ondergronds gedreven. In die tijd werd Seth hoe langer hoe meer als de god van het kwaad -een soort duivel- gezien. In het millennium tussen de Hyksos en Saïs was dat echter zeker niet altijd zo. Bijvoorbeeld in de tijd van de Ramessiden was Seth de beschermgod van de koninklijke familie en heetten een aantal farao's naar deze later zo omstreden godheid, onder ander de vader van Ramses II, Sethi I, maar ook de farao Sethnacht.